# Enicospilus plicatus
Enicospilus plicatus là một loài tò vò trong họ Ichneumonidae.